# Gettjärnen (Husby socken, Dalarna, 670765-151588)
Gettjärnen är en sjö i Hedemora kommun i Dalarna och ingår i Dalälvens huvudavrinningsområde.